# نوآباد، ناحیه رودکی
نوآباد یک منطقهٔ مسکونی در تاجیکستان است که در ناحیه‌های تابع جمهوری واقع شده‌است. نوآباد ۱۰٬۲۰۰ نفر جمعیت دارد.